# یواس‌اس گرند راپیدز (پی‌اف-۳۱)
یواس‌اس گرند راپیدز (پی‌اف-۳۱) (به انگلیسی: USS Grand Rapids (PF-31)) یک کشتی بود که طول آن ۳۰۳ فوت ۱۱ اینچ (۹۲٫۶۳ متر) بود. این کشتی در سال ۱۹۴۳ ساخته شد.